# Доблестният Дъдли
„Доблестният Дъдли“ (на английски: Dudley Do-Right) е американска комедия от 1999 година, базиран по едноименния герой на Джей Уорд, продуциран от Davis Entertainment за Universal Studios. Брендън Фрейзър играе едноименния герой с поддържащи роли от Сара Джесика Паркър, Алфред Молина и Ерик Айдъл.

## Български дублаж
| Преводач            | Габриела Георгиева                                             |
| Озвучаващи артисти  | Силвия Лулчева Симеон Владов Любомир Младенов Стефан Димитриев |
| Режисьор на дублажа | Екатерина Късметлийска                                         |
| Тонрежисьор         | Михаил Михайлов                                                |